# Венець (Влоцлавський повіт)
Венець (пол. Wieniec) — село в Польщі, у гміні Бжешць-Куявський Влоцлавського повіту Куявсько-Поморського воєводства.
Населення — 1196 осіб (2011).
У 1975-1998 роках село належало до Влоцлавського воєводства.

## Демографія
Демографічна структура станом на 31 березня 2011 року:
|          | Загалом | Допрацездатний вік | Працездатний вік | Постпрацездатний вік |
| -------- | ------- | ------------------ | ---------------- | -------------------- |
| Чоловіки | 600     | 136                | 411              | 53                   |
| Жінки    | 596     | 117                | 370              | 109                  |
| Разом    | 1196    | 253                | 781              | 162                  |